# Каленчин (Щиценський повіт)
Каленчин (пол. Kałęczyn, нім. Kallenau) — село в Польщі, у гміні Дзьвежути Щиценського повіту Вармінсько-Мазурського воєводства.
Населення — 100 осіб (2011).

## Демографія
Демографічна структура станом на 31 березня 2011 року:
|          | Загалом | Допрацездатний вік | Працездатний вік | Постпрацездатний вік |
| -------- | ------- | ------------------ | ---------------- | -------------------- |
| Чоловіки | 54      | 15                 | 38               | 1                    |
| Жінки    | 46      | 11                 | 31               | 4                    |
| Разом    | 100     | 26                 | 69               | 5                    |